# Camila saldrá esta noche
Camila saldrá esta noche (títol internacional: Camila Comes Out Tonight) és una pel·lícula dramàtica argentina dirigida per Inés Barrionuevo. Es va estrenar internacionalment en el Festival de Sant Sebastià de 2021. Es tracta d'una pel·lícula que abasta temes com el feminisme d'esquerra, l'adolescència, l'avortament (terminació d'una vida humana), del o el bullying als centres escolars. També parla sobre l'activisme polític de molts joves a l'Argentina.

## Argument
Després de l'hospitalització de la seva àvia, Camille ha de seguir la seva mare i la seva germana a Buenos Aires i acabar els seus estudis en un institut catòlic conservador i tradicionalista. Fa amistat amb Pablo i Lourdes mentre intenta conciliar les seves opinions polítiques liberals i les peticions de la seva mare de no fer vagues. Molt ràpidament, s'adona de la Clara, una companya de classe que sembla que amaga alguna cosa.

## Personatges
- Nina Dziembrowski com Camila.
- Adriana Ferrer com Victoria.
- Guillermo Pfening com a Director.
- Carolina Rojas com Martina.
- Federico Saca com Pablo.
- Maite Valero com Clara.

## Festivals
- Festival Internacional de Cinema de Sant Sebastià 2021 (Secció oficial)[1]
- Festival de Mar del Plata 2021 (Secció oficial competència iberoamericana)[3]
- Festival Lesgaicinemad 2021 (Secció oficial)[4]
- Festival Reetena 2021[5]

## Recepció
En la seva estrena en el Festival de Sant Sebastià va tenir crítiques positives d'una banda de la premsa espanyola. Per exemple, Luis Martínez d’El Mundo diu: "Un cinema el·líptic i rocós que braceja determinat entre climes, sensacions i estats d'ànim. (...) funciona amb una claredat desusada per cadascuna de les ombres que anuncia".
D'altra banda, la crítica internacional també la lloa amb comentaris com el de Jonathan Romney per a Screendaily: "Una pel·lícula animada i optimista, rodada i muntada amb energia. El seu jove reparteixo no podria ser millor".